# エピクレーシス
エピクレーシス（英語・ラテン語: epiclesis, 古代ギリシア語: ἐπίκλησις ：「（神への）呼びかけ」という意味）とは、三位一体の第三位格である聖霊を求める祈りである。伝統的には、主にミサ／聖餐式の聖変化／感謝聖別のとき司祭（または司教／主教）によって唱えられる典礼文と所作を指すが、語義はキリスト教の教派により相違がある。
カトリック教会や聖公会の高教会派（ハイ・チャーチ）などでは、聖婚式における聖霊を求める祈りもエピクレーシスと呼ばれる。

## カトリック教会
カトリック教会のミサにおいては、エピクレーシスで聖霊が降臨して聖変化が始まり、聖体の秘跡を制定する典礼文（制定句）が唱えられ、記念唱（司祭：「信仰の神秘」／会衆：「主の死を思い…」）によってアナムネーシス（記念）されて聖変化が完成すると考える。

## 聖公会
日本聖公会の場合、聖餐式の式中で、祈祷書の感謝聖別式文に基づき、司祭または主教がパンとワインの上に聖霊が降臨するように祈願するが、この式文と所作はカトリック教会のエピクレーシスの祈祷を概ね踏襲している。この祈願により、イエス・キリストが聖卓に、そして、集まった信徒たちの中に顕現するというのが、聖公会の一般的な解釈である。エピクレーシスによって何が起きるかの解釈は個々人により様々であり、カトリック同様にパンとワインがキリストの肉と血に聖変化するという人もいれば、ルター派的な共在説、あるいはカルヴァン派的な霊的臨在説を支持する人もいる。英国聖公会（イングランド国教会）発足後の初期にはカルヴァン主義神学の影響が強い時代もあったが、現在の聖公会は個々人の自由を重んじる伝統を強調するため、カトリックのように統一された聖餐論やエピクレーシスの解釈は、現在では示されていない。

## プロテスタント

### メソジスト
メソジストの創始者ジョン・ウェスレーは、基本的にイングランド国教会の伝統を受け継いだ。エピクレーシスの神学はチャールズ・ウェスレー作の幾つかの賛美歌で表されている。

### 福音派と聖霊派
聖霊派では「聖霊様来て下さい」という祈りが自由祈祷でよくなされる。福音派では、聖書記事に聖霊に直接祈る箇所がないということから、この祈りをしない教会もあるが、これを行う教会もある。いずれも聖餐の礼典の執行に必須のものとはされていない。